# L'enigma di Lea
L'enigma di Lea és una òpera composta per Benet Casablancas amb llibret en italià de Rafael Argullol. Està previst, però, que les parts corals es cantin en la llengua de la ciutat on es representi l'òpera. L'estrena mundial de l'obra va tenir lloc al Gran Teatre del Liceu el 9 de febrer de 2019, la primera de les quatre funcions programades. La direcció d'escena va anar a càrrec de Carme Portaceli, i la direcció musical va recaure en Josep Pons.
L'enigma di Lea fou distingida amb el 1er. "Premi Alicia a l'Autoria" atorgat per l'Acadèmia Catalana de la Música (2019) i el 1er. Premi "El Temps de les Arts, en la modalitat de Composició Clàssica (2021). El gener de 2022 el segell discogràfic Naxos publicà l'òpera en DVD i Bluray.

## Sinopsi
En un espai intemporal, Lea ha estat posseïda per un déu, una criatura per al plaer diví (“pur instint, cristal·lina sensualitat”) que no pot revelar el seu secret. Portador de l'immortal, el personatge central esdevé objecte de vigilància de dos éssers monstruosos, garants de la moral contra un ésser lliure. La primera òpera de Benet Casablancas, amb text de l'escriptor Rafael Argullol, constitueix una peça que plasma l'ideal de fregar l'absolut com l'última de les utopies romàntiques.

## Repartiment de l'estrena
| Paper                       | Artista            |
| Lea                         | Allison Cook       |
| Ram                         | José Antonio López |
| Primera dama de la frontera | Sara Blanch        |
| Segona dama de la frontera  | Anaïs Masllorens   |
| Tercera dama de la frontera | Marta Infante      |
| Millebocche                 | Sonia de Munck     |
| Milleocchi                  | Felipe Bou         |
| Dr. Schicksal               | Xavier Sabata      |
| Michele                     | David Alegret      |
| Lorenzo                     | Antonio Lozano     |
| Augusto                     | Juan Noval-Moro    |